# Чистополье (Новосибирская область)
Чистополье — село в Коченёвском районе Новосибирской области России. Административный центр Чистопольского сельсовета.

## География
Площадь села — 53 гектара.

## История
В 1976 г. Указом президиума ВС РСФСР посёлок центральной усадьбы совхоза «Чистопольский» переименован в село Чистополье.

## Население
| 2002 | 2007 | 2010 |
| ---- | ---- | ---- |
| 684  | ↗813 | ↘683 |

## Инфраструктура
В селе по данным на 2007 год функционируют 1 учреждение здравоохранения и 2 учреждения образования.